# Patrice Evra
Patrice Latyr Evra (født 15. maj 1981 i Dakar i Senegal) er en fransk tidligere fodboldspiller. Han har tidligere spillet for blandt andet Marseille, Manchester United, West Ham United samt Juventus.
Evra ankom til Europa via Bruxelles fra Senegal da han var 6 år gammel. Han opvoksede i Les Ulis i Essonne i Frankrig hvor han boede med sin familie fra 1984 til 1998 før han tog chancen som fodboldspiller, som blev i Marsala på Sicilien i Italien og fik kælenavnet Burnt French-Fry (Brændt Pommes Frites). Evra har i alt 25 søskende, selvom to allerede er døde.

## Karriere

### Tidlig karriere
I løbet af sine teenageår, begyndte Evra sin karriere som angiber for Paris Saint-Germains ungdomshold. Selvom han aldrig modtog en professionel kontrakt i Paris-klubben, blev han spottet af en talentspejder fra en lille italiensk klub kaldet Marsala, hvor han langt om længe modtog en kontrakt med en klub. I 27 kampe hvor han spillede som angriber, scorede han seks mål. Mange lokale begyndte at kalde ham "Black Gazelle" (Sort Gazelle).  Sæsonen efter var Patrice kommet til klubben Monza i Serie B, men var kun med i tre kampe.

### Nice
I 2000 tog Evra tilbage til Frankrig for at spille for Nice i Ligue 2. I de fleste af sine første kampe, spillede han som angriber. Behandling af en masse skadede spillere, gjorde at han blev nødt til at spille som forsvarsspiller i en kamp mod Stade Lavallois en dag. I adskillige kampe efter, benyttede manageren Sandro Salvioni Evra i forsvaret. I resten af sæsonen, fortsatte Salvioni med at skifte Patrice mellem de to positioner. Evra blev varm på forsvarspladsen, da han efter sæsonen blev kåret som Ligue 2's bedste venstre back.

### Monaco
AS Monacos manager Didier Deschamps skrev, imponeret af Evras defensive indsats, kontrakt med ham for et ukendt beløb. Han blev hurtigt en del af det regulære forsvar med Lucas Bernardi, Gaël Givet og Julien Rodriguez. I hans første sæson i klubben, formåede Monaco at komme helt til finalen i UEFA Champions League, men blev dog besejret 3-0 af F.C. Porto. Hans indsats gjorde at han blev udtaget til landsholdet i Frankrig.
I 2005, blev Evra udnævnt som anfører i mange kampe. Monaco måtte kæmpe sig gennem sæsonen, de blev slået ud af UEFA Champions League allerede i kvalifikationsrunden og lå i den nederste del af Ligue 1 i det meste af sæsonen.

### Manchester United
Evra skrev en 3½ år lang kontrakt med United den 19. januar 2006, han blev købt for et beløb på 5,5 millioner £ (ca. 60 millioner kr.).  Han signerede med Manchester få dage efter erobringen af Nemanja Vidić. Evras ankomst signalerede til Sir Alex Fergusons intention om at det nu var på tide, at den nye United-forsvarsspiller snart fik Gabriel Heinzes plads. Evra er kendt af mange for at prioritere religion højt i sit liv. Efter sit første møde med klubben, spurgte han anføreren Gary Neville hvor den nærmeste kirke var. 
Han fik sin debut for Manchester United den 14. januar 2006 i en 3-1-sejr over Manchester City i Premier League. Han havde ikke den bedste debut, da han blev skiftet ind i efter første halvleg. Han spillede sin hjemmedebut mod Liverpool den 22. januar 2006 i en 1-0-sejr. Til at begynde med havde Evra nogle problemer med at tilpasse sig i det engelske spil, men i midten af 2006-07 sæsonen blev hans form forbedret og han fik nu etablerede sig selv som en fast førsteholdsspiller. Den 29. november 2006 scorede han sit første mål for klubben i en Premiership-kamp mod Everton på Old Trafford. Efter en tid uden for truppen, gjorde Evra sit comeback den 10. april 2007 i Champions League-kampen mod Roma på Old Trafford, hvor han medvirkede til de Røde Djævles 7-1-sejr ved at score det sidste mål. På grund af sin indsats, tjente Evra en plads i PFA Team of the Year.
Gennem United's 07-08 sæson, blev Evra et nøglemedlem i Uniteds forsvar. Selv om han i alle konkurrencer spillede 47 kampe i alt, som er det højeste i hans karriere, kom han dog ikke til at score et mål. United sikrede sig deres anden Premier League-titel i træk i den sidste kamp, med to point ned til Chelsea. Han var med i 10 kampe i Uniteds løb i Champions League, inklusiv en kamp i finalen, hvor United besejrede Chelsea 6-5 på straffesparkkonkurrence, efter den ordinære kamp som endte uafgjort 1-1, som ikke ændrede sig i den forlængede spilletid. Den 12. juni 2008, skrev Evra en fireårig forlængelse med United, en aftale der ville holde ham på Old Trafford indtil år 2012. 

### Juventus
I juli 2014 skiftede Evra til Juventus i Italien. Her spillede Evra sin et hundrede UEFA Champions League kamp.

### Marseille
Evra skiftede til Marseille i januar 2017. Under opvarmningen til en Europa League kamp 2. november 2017, sparkede Evra ud efter en fan, som ifølge Evra lavede grin med ham. Dagen efter kampen blev han suspenderet af Marseille, og efter interview med spilleren, ophævede Marseille Evras kontrakt.

### West Ham United
I Februar 2018 skrev Evra under med engelske klub West Ham United, med en kontrakt som gik frem til sommeren 2018. Evra spillede i alt fem kampe for West Ham, og forlod derefter klubben ved hans kontraktudløb.

## International karriere
I EM i 2008 var Evra ikke med i startopstillingen i den første kamp mod Rumænien på grund af FC Barcelona-spilleren Eric Abidal, som blev foretrukket på venstre back-pladsen. Han blev dog udtaget til den næste kamp mod Holland efter et skuffende 0-0-resultat mod Rumænien. Frankrig tabte Holland-kampen 4-1 efter en spændende kamp. Den sidste gruppekamp var mod Italien, og den skulle vindes. Frankrig tabte 2-0 og blev elimineret i gruppefasen. Efter kampen fangede kamerarer i spillertunnelen Evra og den franske holdkammerat Patrick Vieira i et meget højrøstet skænderi.
Han var også en del af den franske trup til VM i 2010 i Sydafrika. Op til slutrunden var Evra blevet udpeget som anfører for landsholdet, hvilket han også var i de to første kampe under slutrunden. Da der opstod spændinger i truppen, der kulminerede med Nicolas Anelkas udelukkelse fra truppen, stod Evra i spidsen for protesterne rettet mod holdets træner Raymond Domenech, og han blev efterfølgende sammen med flere andre prominente navne sat på bænken til sidste kamp i indledende runde. Denne blev tabt, hvorpå Frankrig var færdig ved slutrunden. I et efterspil på den interne uro i truppen blev fire spillere idømt landsholdskarantæne, heriblandt Evra, der blev udelukket i fem kampe.

## Hæder

### Klub
Monaco
- Coupe de la Ligue
  - Vinder (1): 2003
- Ligue 1
  - Runner Up (1): 2002-03
- UEFA Champions League
  - Runner Up (1): 2004

Manchester United
- Premier League
  - Vinder (2): 2006-07, 2007-08 2008-09
- Football League Cup
  - Vinder (1): 2006
- Community Shield
  - Vinder (2): 2007, 2008
- FA Cup
  - Runner Up (1): 2007
- UEFA Champions League
  - Vinder (1): 2008

### Individuel
Manchester United
- PFA Premier League Team of the Year: 2006-07

## Karrierestatistikker
| Klub              | Sæson   | Liga  | Liga | Liga   | Cup   | Cup | Cup    | Europa | Europa | Europa | Total | Total | Total  |
| Klub              | Sæson   | Kampe | Mål  | Assist | Kampe | Mål | Assist | Kampe  | Mål    | Assist | Kampe | Mål   | Assist |
| ----------------- | ------- | ----- | ---- | ------ | ----- | --- | ------ | ------ | ------ | ------ | ----- | ----- | ------ |
| Marsala           | 1998-99 | 24    | 3    | 0      | -     | -   | -      | -      | -      | -      | 24    | 3     | 0      |
| Marsala           | Total   | 24    | 3    | 0      | -     | -   | -      | -      | -      | -      | 24    | 3     | 0      |
| Monza             | 1999–00 | 3     | 0    | 0      | -     | -   | -      | -      | -      | -      | 3     | 0     | 0      |
| Monza             | Total   | 3     | 0    | 0      | -     | -   | -      | -      | -      | -      | 3     | 0     | 0      |
| OGC Nice          | 2000–01 | 5     | 0    | 0      | -     | -   | -      | -      | -      | -      | 5     | 0     | 0      |
| OGC Nice          | 2001–02 | 35    | 1    | 0      | -     | -   | -      | -      | -      | -      | 35    | 1     | 0      |
| OGC Nice          | Total   | 40    | 1    | 0      | -     | -   | -      | -      | -      | -      | 40    | 1     | 0      |
| AS Monaco         | 2002–03 | 36    | 2    | 0      | -     | -   | -      | 0      | 0      | 0      | 36    | 2     | 0      |
| AS Monaco         | 2003-04 | 33    | 0    | 0      | -     | -   | -      | 13     | 0      | 0      | 46    | 0     | 0      |
| AS Monaco         | 2004-05 | 37    | 0    | 0      | -     | -   | -      | 9      | 0      | 0      | 46    | 0     | 0      |
| AS Monaco         | 2005-06 | 15    | 0    | 0      | -     | -   | -      | 7      | 0      | 0      | 22    | 0     | 0      |
| AS Monaco         | Total   | 121   | 2    | 0      | -     | -   | -      | 29     | 0      | 0      | 150   | 2     | 0      |
| Manchester United | 2006    | 11    | 0    | 0      | 3     | 0   | 0      | 0      | 0      | 0      | 14    | 0     | 0      |
| Manchester United | 2006-07 | 24    | 1    | 4      | 5     | 0   | 0      | 7      | 1      | 0      | 36    | 2     | 4      |
| Manchester United | 2007-08 | 33    | 0    | 1      | 4     | 0   | 0      | 10     | 0      | 1      | 47    | 0     | 2      |
| Manchester United | 2008-09 | 1     | 0    | 0      | 0     | 0   | 0      | 0      | 0      | 0      | 1     | 0     | 0      |
| Manchester United | Total   | 69    | 1    | 5      | 12    | 0   | 0      | 17     | 1      | 1      | 98    | 2     | 6      |

Sidst opdateret: 11:11, 24. august 2008